# Ophiostoma novo-ulmi
Ophiostoma novo-ulmi Brasier – gatunek grzybów z rodziny Ophiostomataceae.

## Systematyka i nazewnictwo
Pozycja w klasyfikacji według Index Fungorum: Ophiostoma, Ophiostomataceae, Ophiostomatales, Diaporthomycetidae, Sordariomycetes, Pezizomycotina, Ascomycota, Fungi.
Synonimy:
- Ophiostoma novo-ulmi Brasier 1991 subsp. novo-ulmi
- Ophiostoma novo-ulmi subsp. americana Brasier & S.A. Kirk 2001

## Cykl rozwojowy
Ophiostoma novo-ulmi to pasożyt obligatoryjny przenoszony przez chrząszcze ogłodka wiązowca (Scolytus scolytus) i ogłodka wielorzędowego (Scolytus multistriatus). Żerują one pod korą osłabionych wiązów oraz ich ściętych pni, tworząc tam korytarze. W korytarzach tych znajdują się zarodniki grzyba. Gdy chrząszcze przenoszą się na młode gałązki lub rozwidlenia pędów, przenoszą zarodniki grzyba. Krążące w naczyniach drzewa soki roślinne roznoszą zarodniki po całym drzewie. Rozwijająca się z nich grzybnia początkowo rozwija się w naczyniach, później rozprzestrzenia się na pozostałe tkanki, wytwarzając przy tym bardzo liczne zarodniki konidialne. Są one śluzowate i przyklejają się do ciała chrząszczy, które roznoszą je na następne wiązy.
Opihiostoma novo-ulmi jest grzybem dymorficznym; oprócz formy strzępkowej tworzy także formę drożdżową, której blastospory rozprzestrzeniają się w drzewie za pomocą sieci naczyń

## Występowanie i znaczenie
Prawdopodobnie pochodzi z Azji. W Europie i w Ameryce Północnej wraz z gatunkiem Ophiostoma ulmi w XX wieku spowodował dwie wielkie pandemie choroby zwanej holenderską chorobą wiązów. Występujące w Europie gatunki wiązów okazały się bardziej podatne na tę chorobę, niż gatunki azjatyckie. Obecnie choroba już na większości obszaru Europy zanikła, nadal jednak rozprzestrzenia się w północnej części Europy, zwłaszcza w Szkocji. Postępujące ocieplenie klimatu może sprzyjać postępowi tej choroby (i wywołujących ją patogenów) na północ.
Ophiostoma novo-ulmi jest ponadto przenosicielem szkodliwych wirusów.